# Игроки с Титана
«Игроки с Титана», в других переводах «Игроки Титана» (англ. The Game-Players of Titan) — научно-фантастический роман американского писателя-фантаста Филипа К. Дика, опубликованный в 1963 году издательством Ace Books.

## Предыстория
Скорее всего, роман был написан в мае 1963 года, Агентство получило рукопись 4 июня 1963 года, а первым изданием было полноразмерное издание в мягкой обложке, опубликованное издательством Ace Books в январе 1964 года, до того, как издание в мягкой обложке «Человека в высоком замке» (впервые опубликовано в октябре 1962 года) было опубликовано в январе 1964 года. Дик написал Скотту Мередиту в 1965 году, что в «Обмане Инкорпорейтед», были схожие элементы.

## О романе
Термины, используемые в книге для обозначения научно-фантастических технологий и экстрасенсорных способностей («псионические способности»), включают «эффект Рашмора», «радиация Хинкеля» и «Эффект Паули»/«синхроничность».

## Сюжет
Пит Сад, главный герой, один из нескольких жителей, владеющих большими участками собственности в обезлюдевшем, постапокалиптическом мире будущего. Эти жители организованы в группы постоянных участников, которые играют в т. н. «Игру», похожая на настольную игру имеющая азартный характер. Эти участники ставят на кон свою собственность, браки и будущий статус подходящих игроков в игре в зависимости от её результатов. Пит также страдает биполярным расстройством, что может негативно сказаться на его компетентности как участника Игры.
Игрой управляют аморфные пришельцы из кремния с Титана, самого большого спутника Сатурна. Эти существа, известные как вуги, одержимы азартными играми. Кроме того, экзогамия в Игре помогает повысить фертильность людей после разрушительных последствий глобальной войны, после того, как спутниковое оружие радиация Хинкеля из «Красного Китая» стерилизовало бо́льшую часть населения Земли. Вуги осуществляют гегемонию на Земле, но не оккупируют её как таковую. Вместо этого это визуализируется как патерналистские отношения. Более того, хотя вуги и являются телепатами, они не допускают использования человеческой телепатии или предвидения в контексте Игры. Вуги также вовлечены в человеческое общество, используя вызванные галлюцинации для поддержания подобия человеческого облика. Они также «увековечивают» шараду, используя физические человеческие оболочки или симулякры.
В начале Пит потерял свою любимую собственность, Беркли, и свою жену Фрейю Выгоду. Более того, новый владелец Беркли продал его заведомо коррумпированному боссу Джерому Лакмену с Восточного побережья. Пит скучает по Фрейе и беспокоится о совместимости своей новой жены Кэрол Роща. Его также привлекают Пэт Маккарлик, загадочно плодовитая женщина, живущая в его оставшейся собственности, а также Мэри-Энн, её восемнадцатилетняя дочь. Пэт — телепат, в то время как её муж Аллен обладает даром предвидения, а их дочь проявляет телекинез. Эти телепаты возмущены тем фактом, что им не разрешают участвовать в Игре из-за возможного злоупотребления их способностями во время соревнования. Пит разрывает свои предварительные отношения с Пэт, когда обнаруживает, что его новая жена Кэрол беременна — редкое явление в этом в значительной степени бесплодном, обезлюдевшем мире.
Лакмен, новый владелец Беркли, убит, и в этом замешан Пит вместе с шестью другими членами его группы «Милая Голубая Лиса». Пит и другие члены группы страдают от искусствено вызванной амнезии, и это только заставляет их выглядеть ещё более подозрительными в глазах как вугов, так и сотрудников человеческих правоохранительных органов. Пит обнаруживает, что вуги злоупотребляют своими собственными псионическими способностями, чтобы казаться людьми. Однако у вугов также есть свои собственные политические группировки, что ещё больше усложняет дело. «Экстремисты» выступают за подрывную деятельность и завоевание Земли, в то время как «умеренные» выступают за статус-кво патерналистского сотрудничества. Фертильные люди начинают подпольное сопротивление против вугов, но по иронии судьбы их заменяют вуги, выдающие себя за людей. Члены группы «Милая Голубая Лиса» телепортируются на Титан, где они играют решающую финальную игру с вугами за геополитическое будущее Соединённых Штатов.

## Отзывы и критика
Лаборатория фантастики

 Goodreads
Росси отмечал комбинирование нескольких жанров, переход от одного к другому: социологическая фантастика превращается в сюрреалистические приключения в духе ван Вогта, затем в детектив и авторский жанр симулякров и метафизики. Карло Паджетти писал о романе следующее: «Пародийный метанарратив, „Игроки с Титана“ — это также история писателя-фантаста, который манипулирует самыми предсказуемыми формулами научной фантастики, который использует своих персонажей как марионеток, который думает, что ему позволено подвергать сомнению свой собственный финал трюками и ловкостью рук жонглера, игрока в игру». Маккензи Уорк сравнивала нарратив «Игроков с Титана» и игру с открытым миром: «Кажется, что мы играем в какую-то огромную и невероятную игру, но на самом деле мы жетоны, а не игроки. Это Вуги, которые играют, и они играют на Титане, в другом мире, в метаигре… по своим собственным правилам».